# Synchiropus hawaiiensis
Synchiropus hawaiiensis is een straalvinnige vissensoort uit de familie van pitvissen (Callionymidae). De wetenschappelijke naam van de soort is voor het eerst geldig gepubliceerd in 2000 door Fricke.